# بنجامین دلاکور
بنجامین دلاکور (انگلیسی: Benjamin Delacourt؛ زادهٔ ۱۰ سپتامبر ۱۹۸۵) بازیکن فوتبال اهل فرانسه است.
از باشگاه‌هایی که در آن بازی کرده‌است می‌توان به باشگاه فوتبال سرکل بروژ اشاره کرد.